# Pélioni csata
A pélioni csata az ókori hellenisztikus világ i. e. 335 végén lezajlott katonai konfliktusa volt, amelynek során a makedón függőség ellen fellázadt Kleitosz dasszaréta király és az oldalán fellépő Glaukiasz illír király taulant seregeire a III. Alexandrosz irányította makedón had megsemmisítő vereséget mért a dasszarétiai Pélion alatt. Az ütközet a makedónok pozícióinak megerősítésén túlmenően Kleitosz uralmának végét, egyúttal az Illír Királyság hatalmi centrumának végleges nyugatra, az adriai partvidékre tolódását jelölte ki.

## Helyszíne
Pélion helyszíne a mai napig nincs megnyugtatóan tisztázva. Az 1980-as évektől az albán régészettudomány elsősorban a királysírjairól nevezetes Selca e Poshtme melletti magaslat erődítését sejteti az egykori Pélion helyszínéül. Emellett felmerült a szintén délkelet-albániai, de a Preszpa-tó vidékén fekvő Gorna Gorica, illetve Zvezda Pélionként való azonosítása is.

## Lefolyása
A pélioni csata leírása Arrianus, Iustinus és Curtius Rufus történeti munkáiban maradt fenn. Ezek szerint a II. Philipposz makedón király i. e. 336-ban bekövetkezett halálát és azt kihasználva, hogy utódja, Nagy Sándor előbb a Duna mentén harcolt a géták, majd a paiónok ellen, Kleitosz dasszaréta király i. e. 335 végén fellázadt a makedón fennhatóság ellen, amelyet Makedónia az i. e. 358-as Erigón-völgyi csata óta gyakorolt Dasszarétia felett. Ennek egyik első lépéseként ellenőrzése alá vonta az Eordaikosz völgyét, és elfoglalta a makedón helyőrséggel megerősített Pélion erődítését. Nagy Sándor serege élén az Erigón folyó völgyén keresztül a helyszínre sietett, hogy kiverje Pélionból az illíreket. Érkezésének hírére Kleitosz csapatai a környék erdővel sűrűn benőtt magaslataira vetették be magukat, egyfelől azért, hogy ott várják be a segítségét felajánló Glaukiasz illír király hadait, másfelől azzal a céllal, hogy meglepetésszerűen onnan vessék magukat a várost ostromló makedón seregre. Glaukiasz azonban késlekedett, Nagy Sándor viszont az érkezése utáni napon megindította Pélion ostromát. Kleitosz illírjei éppen a győzelmüket elősegítő áldozati ünnepséget tartottak (három-három fiúgyerek, lánygyerek és fekete kos feláldozásával). Glaukiasz serege továbbra sem érkezett meg, Kleitosz emberei viszont a makedón ostrom előkészületeit látva pozícióikat elhagyták, és Pélion alá siettek, hogy kézitusában mérjék össze erejüket a makedónokkal. A makedónok azonban visszaszorították az illíreket a városfalak közé, és tábort vertek Pélion alatt azzal a céllal, hogy másnap megindítják az ostromot. Ekkor azonban serege élén nyugati irányból végre megérkezett Glaukiasz, a hirtelen túlerőt látva a makedónok pedig feladták tervüket és elvonultak Pélion alól.
Nagy Sándor uralkodása alatt először érezte meg a vereség ízét, és csapataival makedón területre húzódott vissza. Három nappal később azonban meglepetésszerűen visszatért Pélion alá, és mielőtt bevárta volna a teljes sereget, az íjászokból és agrián harcosokból álló előőrse az éjszaka leple alatt rajtaütött a győzelmüket ünneplő illírek, Kleitosz és Glaukiasz őrizetlenül hagyott táborán. A makedón falanxban támadó agriánok és a nyomukban haladó nehézlovasság kardélre hányták az alvó vagy fegyvertelenül menekülő illírek egy részét, sokukat foglyul ejtették, majd Taulantia hegyvidékéig kergették a fegyvereik terhétől megszabadulva menekülő illíreket. Kleitosz először Pélion falai között keresett menedéket, majd felgyújtatta a várost, és maga is Glaukiasz taulantiai udvarában kért oltalmat.

## Következménye
Arrianus a pélioni csata leírásakor Nagy Sándor hadvezéri zsenijét, a makedón sereg fegyelmezettségét és tapasztaltságát emelte ki, amivel még a túlerőben lévő (bár fegyelmezetlen) illíreket is megfutamította. Egyszersmind a győzelem biztosította a makedónok számára a stratégiailag fontos elhelyezkedésű Dasszarétia birtoklását. Mindez Kleitosz uralkodásának végét jelentette, s egyúttal azt, hogy a királyságok szövetségéből álló Illír Királyság új egyeduralkodója Glaukiasz, hatalmi központja pedig az általa uralt Taulantia lett.